# Akira Nogami
Akira Nogami (野上 彰, Nogami Akira) (né le 13 mars 1966 à Narashino, Chiba), est un catcheur (lutteur professionnel) japonais.

## Carrière

### Retour à la NJPW (2007–2010)
Le 17 février 2008, lui et Jushin Thunder Liger battent RISE (Minoru et Prince Devitt) et remportent les IWGP Junior Heavyweight Tag Team Championship, 16 ans après le 1er titre de Nogami.

### Wrestle-1 (2014–2016, 2018-...)
Ils participent ensuite au Tag League Greatest 2014, ou ils remportent deux matchs pour un nul et une défaites, avançant jusqu'au demi finales. Le 30 novembre, ils battent Desperado (Masayuki Kōno et Tajiri) en demi - finale puis perdent contre Team 246 (Kaz Hayashi et Shūji Kondō) en finale et ne deviennent pas les premiers Wrestle-1 Tag Team Champions.
Le 8 juin 2016, il perd contre Kotarō Suzuki et ne remporte pas le Wrestle-1 Cruiser Division Championship.
Le 18 avril, lui et Manabu Soya battent Koji Doi et Kumagoro et remportent les Wrestle-1 Tag Team Championship. Le 6 mai, ils perdent les titres contre Enfants Terribles (Shotaro Ashino et Kuma Arashi).

## Palmarès
- New Japan Pro Wrestling
  - 1 fois IWGP Junior Heavyweight Champion
  - 1 fois IWGP Junior Heavyweight Tag Team Champion avec Jushin Thunder Liger
  - One Night Tag Team Tournament (1996) avec Michiyoshi Ohara

- Wrestle-1
  - 1 fois Wrestle-1 Tag Team Championship avec Manabu Soya

- Wrestling New Classic
  - 1 fois WNC Championship
  - WNC Championship Tournament (2012)